# Явтушенко Михайло Мусійович
Явтушенко Микола Мусійович (7 липня 1921 року, с. Великі Сорочинці Миргородського району) — учасник Другої світової війни, штурмував Рейстаг.

## Біографія
Народився Явтушенко Микола Мусійович 7 липня 1921 року в селі Великі Сорочинці Миргородського району. Батьки прості селяни, працювали в колгоспі, доглядали колгоспну вівцеферму. В 1938 році Михало Мусійович закінчив дев'ять класів вечірньої середньої школи села Великі Сороченці. І в тому 1938 році поступив на третій курс педагогічного технікуму в селі В. Сороченці, і в 1940 році закінчив його. Першу навчальну чверть по призначенню працював учителем початкових класів у селі Скибувщина В. Багачанського району.
У грудні 1940 року був призваний на строкову службу до лав Червоної Армії, де був зачислений до навчального батальйону 455 корпусного артполку. Яки в роки війни став 156 артбригадою, в якій і прослужив 3 роки розвідником. Війну зустрів 22 червня 1941 року біля стін міста Брест.

У книзі «Спогади і роздуми» найславетнішого полководця Великої Вітчизняної війни Маршала Радянського Союзу Георгія Жукова, який особисто керував штурмом Берліна, зазначалося:

20 квітня, на п'ятий день операції, далекобійна артилерія 79-го стрілецького корпусу 3-ї ударної армії 1-го Білоруського фронту, якою командував генерал-полковник Кузнєцов, відкрила вогонь по Берліну. 

У книзі є такі рядки: 

…30 квітня після артилерійського і мінометного нальоту штурмові батальйони і групи артилеристів-розвідників майора М. М. Бондаря і старшого лейтенанта В. М. Макова перейшли в атаку, прагнучи з трьох напрямків захопити приміщення рейхстагу… 
Ці рядки особливо близькі Михайлу Мусійовичу, адже вони присвячені і його бойовим побратимам. Саме в групі В. М. Макова, яка відчайдушно кинулась на штурм фашистського лігва, і був колишній молодий вчитель Михайло Явтушенко. Саме його рідна 136-а Червонопрапорна орденів Суворова та Кутузова гарматно-артилерійська бригада забезпечувала наступ і штурм Берліна військами 79-го стрілецького корпусу. У складі цієї бригади воював артилерійський розвідник рядовий Михайло Явтушенко.
«Майже вісім годин тривав запеклий бій. Бійці групи В. Макова, несучи виготовлений з червоного напірника прапор розміром 2x3 метри, крізь вогонь і смерть рвалися наверх і о 22 годині 40 хвилин встановили його над головним входом у рейхстаг, а через дві-три години безперервного бою в ніч на 1 травня сержанти М. А. Єгоров та М. В. Кантарія в супроводі О.Береста і групи автоматників роти І. Сьянова підняли Прапор Перемоги військової ради 3-ї ударної армії. Перенесений ними пізніше — у другій половині дня 2 травня — на купол рейхстагу червоний прапор № 5 і став вважатись Прапором Перемоги радянського народу у Великій Вітчизняній війні. До речі, М. Єгоров і М. Кантарія згодом визнали, що першими, хай хоч і нестандартний, прапор над входом до рейхстагу підняли маківці. Так у солдатському середовищі називали групу Володимира Макова».
За цей подвиг всі бійці групи В. Макова, живі, а полеглі посмертно, були нагороджені орденами Червоного Прапора. Ця нагорода серед багатьох інших для Михайла Явтушенка є найдорожчою.
Після війни Михайло Мусійович працював у рідних йому Великих Сорочинцях заступником директора промартілі художньої виставки. Згодом переїхав на батьківщину дружини Галини Кирилівни в Новоіванівку нашого району. У цьому селі він учителював до виходу на пенсію. Щоліта ветеран допомагав збирати шкільним комбайном урожай на полях радгоспу «9 Січня». Нині він проживає вдівцем у сім'ї вдячних нащадків.